# Нурмойла
Нурмойла (карел. Nurmoilu) — село в Олонецком районе Карелии России. Входит в состав посёлка Ильинский на территории Ильинского сельского поселения.

## География
Село находится в 22 км к западу от Олонца, преимущественно на правом берегу реки Олонки, в 3.5 км от её впадения в её Ладожское озеро.

## Транспорт

### Автомобильное сообщение
Через южную окраину села проходит автодорога 86К-8 «Олонец — Питкяранта — Леппясилта».

### Железная дорога
Вблизи села расположен остановочный пункт Нурмойла перегона Видлица — Ильинская линии Янисъярви — Лодейное Поле.

## Достопримечательности
На окраине села у шоссе 86К-8 расположен объект культурного наследия, памятник истории регионального значения — могила младшего лейтенанта Евгения Михайловича Садофьева (1912—1941), участника Великой Отечественной войны, командира взвода разведки артиллерийского дивизиона 3-й Ленинградской дивизии народного ополчения, погибшего на оборонительном рубеже у реки Тулоксы 10 августа 1941 г.